# Erika Fairweather
Erika Jean Fairweather (* 31. Dezember 2003 in Dunedin) ist eine neuseeländische Schwimmerin und Weltmeisterin über 400 Meter Freistil (2024).

## Sportliche Karriere
Erika Fairweather nahm 2018 an den Olympischen Jugendspielen in Buenos Aires teil, erreichte aber kein Finale. Über 200 Meter Freistil und über 400 Meter Freistil war sie jeweils Neunte der Vorläufe und verpasste die Endlaufteilnahme um weniger als eine Sekunde. Im Jahr darauf wurde sie Juniorenweltmeisterin über 200 Meter Freistil. Über 400 Meter Freistil schlug sie als Vierte eine halbe Sekunde nach der Drittplatzierten an.
Wegen der COVID-19-Pandemie fanden die Olympischen Spiele in Tokio erst 2021 statt. Über 400 Meter Freistil erreichte Fairweather das Finale mit der viertschnellsten Vorlaufzeit. Im Endlauf war sie fast sechs Sekunden langsamer als im Vorlauf und belegte den achten Rang. Über 200 Meter Freistil war Fairweather 14. der Vorläufe und 16. im Halbfinale. Die neuseeländische 4-mal-200-Meter-Freistilstaffel mit Erika Fairweather, Carina Doyle, Eve Thomas und Ali Galyer schied als Zwölfte der Vorläufe aus.
Im Juni 2022 fanden die Weltmeisterschaften in Budapest statt. Fairweather belegte den sechsten Platz über 400 Meter Freistil und den elften Platz im Halbfinale über 200 Meter Freistil. Die 4-mal-200-Meter-Freistilstaffel mit Erika Fairweather, Eve Thomas, Caitlin Deans und Laura Littlejohn schwamm die neuntbeste Vorlaufzeit, rückte aber nach dem Endlaufverzicht der Britinnen ins Finale. Dort wurden die Neuseeländerinnen Siebte. Einen Monat später bei den Commonwealth Games in Birmingham belegte Fairweather den fünften Platz über 200 Meter Freistil. Über 400 Meter Freistil wurde sie Vierte mit 0,72 Sekunden Rückstand auf die drittplatzierte Australierin Kiah Melverton.

### Kurzbahn-Vizeweltmeisterin 2022
Im Dezember bei den Kurzbahnweltmeisterschaften in Melbourne wurde Fairweather Vizeweltmeisterin über 400 und 800 Meter Freistil, jeweils hinter der Australierin Leni Pallister. Mit der 4-mal-200-Meter-Freistilstaffel und mit der 4-mal-50-Meter-Freistilstaffel wurde Fairweather jeweils Achte.
Bei den Weltmeisterschaften 2023 in Fukuoka trat Fairweather zunächst über 400 Meter Freistil an. Im Vorlauf schwamm sie die fünftbeste Zeit, wobei keine Schwimmerin unter der Vier-Minuten-Grenze blieb. Im Finale siegte die Australierin Ariarne Titmus vor Katie Ledecky aus den Vereinigten Staaten. In 3:59:59 Minuten wurde Fairweather Dritte vor der Kanadierin Summer McIntosh, die als Vierte ebenfalls knapp unter vier Minuten benötigte. Über 200 Meter Freistil schied Fairweather als Elfte des Halbfinals aus und die 4-mal-200-Meter-Freistilstaffel belegte den elften Platz im Vorlauf. Über 800 Meter Freistil erreichte Fairweather das Finale als Vorlaufdritte. Im Endlauf kam sie nicht an die Vorlaufzeit heran und belegte abgeschlagen den achten Platz.
Bei ihrem Weltcupsieg über 400 Meter Freistil in Berlin konnte sie einen neuen Weltcup-Rekord aufstellen.

### Weltmeisterin und Olympiavierte 2024
Bei den Weltmeisterschaften 2024 in Doha wurde Fairweather Weltmeisterin über 400 Meter Freistil und errang damit den ersten Weltmeistertitel bei Schwimmweltmeisterschaften für Neuseeland überhaupt. Außerdem wurde sie Vizeweltmeisterin über 200 Meter Freistil und gewann Bronze über 800 Meter Freistil.
Fünf Monate später bei den Olympischen Spielen 2024 in Paris belegte Fairweather über 400 Meter Freistil den vierten Platz mit 0,26 Sekunden Rückstand auf Katie Ledecky auf dem Bronzerang. Über 200 Meter Freistil wurde Fairweather Siebte. Die 4-mal-200-Meter-Freistilstaffel mit Erika Fairweather, Eve Thomas, Caitlin Deans und Laticia-Leigh Transom schwamm auf den achten Platz, genau wie Fairweather über 800 Meter Freistil.